# Банкрофт (Мичиген)
Банкрофт (енгл. Bancroft) град је у америчкој савезној држави Мичиген.

## Демографија
По попису из 2010. године број становника је 545, што је 71 (-11,5%) становника мање него 2000. године.
| Група             | 2000.       | 2010.       |
| Белци             | 593 (96,3%) | 526 (96,5%) |
| Афроамериканци    | 0 (0,0%)    | 3 (0,6%)    |
| Азијати           | 0 (0,0%)    | 0 (0,0%)    |
| Хиспаноамериканци | 7 (1,1%)    | 6 (1,1%)    |
| Укупно            | 616         | 545         |